# Болеславский, Исаак Ефремович
Исаа́к Ефре́мович Болесла́вский (9 июня 1919, Золотоноша — 15 февраля 1977, Минск) — советский шахматист, заслуженный мастер спорта СССР (1948), гроссмейстер (1950), претендент на мировое первенство, шахматный теоретик и тренер. Заслуженный тренер СССР (1964).

## Биография
Шахматист Болеславский родился 9 июня 1919 года в городе Золотоноша. Отец, Ефрем Исаакович, был родом из бедной многодетной семьи, выучился на фармацевта. Мать, Берта Михайловна, свободное время посвящала изучению искусств, писала стихи.
Научился играть в шахматы в 9 лет. В 1933 году получил вторую категорию, в 1938 году стал чемпионом Днепропетровской области. С 1938 года — студент филологического факультета Днепропетровского университета.
В 1938, 1939 и 1940 Болеславский выиграл три подряд чемпионата УССР. В 1940 дебютировал в чемпионате СССР и поделил 5—6-е места с Михаилом Ботвинником, но уступил ему в личной встрече и с тех пор мечтал взять реванш. Впоследствии он вспоминал: «Вот я и решил, что при систематической работе над собой смогу у него и выиграть. „Не так страшен чёрт, как его малюют“. Проигрыши Ботвиннику двух партий в матч-турнире 1941 и партии в XIV чемпионате страны четыре года спустя меня ничуть не отрезвили. Мне казалось, что я понимаю игру Ботвинника, вижу её сильные и слабые стороны. Я стал готовиться к встрече с ним. Понимал, конечно, что это шахматист совсем другого стиля, чем мой стиль тех лет. Но считал, что и у меня есть шансы на победу».
В связи с началом Великой Отечественной войны семья Болеславского вынуждена была перебраться в Свердловск. Сам Исаак Ефремович был освобожден от службы в армии из-за слабого зрения. В Свердловске продолжил учёбу на филологическом факультете Уральского государственного университета, который окончил в 1948 году.
В последующие 10 лет Болеславский постоянно улучшал свои результаты: в матч-турнире за звание абсолютного чемпиона СССР (1941) занял 4-е место, чемпионаты СССР: 1944 — 3-е, 1945 и 1947 — 2-е и, наконец, в 1950 — вершина спортивных достижений — в турнире претендентов на мировое первенство он разделил 1-2-е места с Давидом Бронштейном. Был назначен дополнительный матч между ними, и уступил одно очко  Бронштейну (6,5:7,5). Многих современников привлекал комбинационный стиль игры Болеславского.
В 1951 переехал в Минск и сразу же включился в шахматную жизнь БССР: играл в чемпионатах Минска (чемпион 1951, 1953/54), делился опытом с молодыми шахматистами, вел отдел шахмат в газете «Звязда». Участвовал в турнире претендентов (Цюрих, 1953), успешно играл в ряде турниров — Бухаресте (1953), Стокгольме (1964), Дебрецене (1961). Выиграл чемпионат БССР (1964).
Однако все большую склонность проявлял он к тренерской работе. В 37 лет Исаак Болеславский был секундантом Василия Смыслова на победном для Смыслова турнире претендентов (1956), а три года спустя за помощью к нему обратился Тигран Петросян. Их содружество было долгим и плодотворным. В 1963 Петросян победил Михаила Ботвинника и стал чемпионом мира, а 3 года спустя отстоял титул в борьбе с Борисом Спасским. Из подопечных И. Болеславского в Минске выделяются Кира Зворыкина и Альберт Капенгут.
Болеславского отличали феноменальная память, энциклопедические познания, доброжелательность и скромность. Бронштейн называл его «подлинным художником шахмат» и считал одним из самых острых советских шахматистов.
Один из его друзей и учеников гроссмейстер Алексей Суэтин писал в журнале «Шахматы в СССР»:

«Болеславский был человеком исключительной скромности и большой культуры. Если трудно представить себе Болеславского без шахмат, то просто невозможно представить его без книги. Он великолепно знал историю, классическую литературу, поэзию… Поистине новаторскими оказались его замечательные дебютные системы в сицилианской и староиндийской защитах, его исследования, обогатившие ряд других актуальных дебютов. Глубокие по содержанию книги, остроумные анализы в шахматной периодике давно уже сделали Исаака Болеславского одним из ведущих теоретиков в мире».

Умер в Минске в возрасте 57 лет. Похоронен на Чижовском кладбище.

## Основные спортивные результаты
| Год         | Город                    | Турнир                                                                                        | +  | − | =  | Результат | Место                             |
| ----------- | ------------------------ | --------------------------------------------------------------------------------------------- | -- | - | -- | --------- | --------------------------------- |
| 1936        | Ленинград                | Чемпионат СССР среди юношей                                                                   |    |   |    |           | 3                                 |
| 1938        | Киев                     | 10-й чемпионат Украинской ССР                                                                 | 12 | 3 | 2  | 13 из 17  | 1                                 |
| 1939        | Ростов-на-Дону           | Всесоюзный турнир кандидатов в мастера спорта (группа № 3)                                    | 8  | 4 | 1  | 8½ из 13  | 3—4                               |
|             | Днепропетровск           | 11-й чемпионат Украинской ССР                                                                 | 10 | 1 | 4  | 12 из 15  | 1                                 |
| 1940        | Киев                     | 12-й чемпионат Украинской ССР                                                                 | 10 | 1 | 6  | 13 из 17  | 1                                 |
|             | Львов                    | Показательный турнир украинских шахматистов                                                   |    |   |    |           |                                   |
|             | Москва                   | 12-й чемпионат СССР                                                                           | 7  | 3 | 9  | 11½ из 19 | 5—6                               |
| 1941        | Ленинград — Москва       | Матч-турнир на звание абсолютного чемпиона СССР                                               |    |   |    | 9 из 20   | 4                                 |
|             | Ростов-на-Дону           | Тренировочный матч с И. З. Бондаревским                                                       |    |   |    |           | [ 4 ]                             |
| 1942        | Свердловск               | Турнир советских шахматистов                                                                  | 3  | 3 | 5  | 5½ из 11  | 4—6                               |
|             | Куйбышев                 | Турнир советских шахматистов                                                                  | 8  | 1 | 2  | 9 из 11   | 1                                 |
|             | Москва                   | Первенство Москвы                                                                             | 9  | 2 | 4  | 11 из 15  | 2                                 |
| 1943        | Куйбышев                 | Турнир советских шахматистов                                                                  |    |   |    | 7½ из 10  | 1                                 |
|             | Свердловск               | Турнир советских шахматистов                                                                  | 3  | 3 | 8  | 7 из 14   | 5                                 |
| 1944        | Киев                     | Первенство ЦС ДСО «Большевик»                                                                 |    |   |    |           |                                   |
|             | Омск                     | Полуфинал 13-го чемпионата СССР                                                               |    |   |    | 8 из 13   | 3—4                               |
|             | Москва                   | 13-й чемпионат СССР                                                                           | 6  | 2 | 8  | 10 из 16  | 3                                 |
| 1945        | Ленинград                | Полуфинал 14-го чемпионата СССР                                                               |    |   |    | 10½ из 15 | 1                                 |
|             | Москва                   | 14-й чемпионат СССР                                                                           | 9  | 2 | 6  | 12 из 17  | 2                                 |
|             |                          | Радиоматч СССР — США (3 доска, против Р. Файна)                                               | 1  | 0 | 1  | 1½ из 2   |                                   |
|             |                          | Командное первенство ВЦСПС (1-я доска)                                                        |    |   |    |           |                                   |
| 1946        |                          | Радиоматч СССР — Великобритания (4 доска, против Г. Голомбека)                                | 0  | 0 | 2  | 1 из 2    |                                   |
|             | Свердловск               | Чемпионат РСФСР                                                                               |    |   |    | 9 из 11   | 1                                 |
|             | Гронинген                | Международный турнир                                                                          | 8  | 5 | 6  | 11 из 19  | 6—7                               |
|             | Москва                   | Матч СССР — США (4-я доска, против И. А. Горовица)                                            | 0  | 0 | 2  | 1 из 2    |                                   |
| 1947        | Ленинград                | 15-й чемпионат СССР                                                                           | 7  | 0 | 12 | 13 из 19  | 2                                 |
|             | Варшава                  | Международный турнир                                                                          | 4  | 1 | 4  | 6 из 9    | 2—5                               |
|             | Пярну                    | Турнир советских шахматистов                                                                  | 5  | 2 | 6  | 8 из 13   | 4—6                               |
|             | Москва                   | Мемориал М. И. Чигорина                                                                       | 6  | 1 | 8  | 10 из 15  | 3—4                               |
|             | Лондон                   | Матч Великобритания — СССР (3-я доска, против Дж. Томаса)                                     | 2  | 0 | 0  | 2 из 2    |                                   |
| 1948        | Ленинград                | Командное первенство СССР (сборная РСФСР, 1-я доска)                                          | 3  | 1 | 2  | 4 из 6    | 2—3 на доске, команда — 3-е место |
|             | Харьков                  | Первенство ЦС ДСО «Большевик»                                                                 |    |   |    |           |                                   |
|             | Стокгольм (Сальтшобаден) | Межзональный турнир                                                                           | 6  | 1 | 12 | 12 из 19  | 3                                 |
| 1949        | Москва                   | 17-й чемпионат СССР                                                                           | 6  | 2 | 11 | 11½ из 19 | 5—7                               |
|             | Ленинград                | Командное первенство ВЦСПС (1-я доска)                                                        |    |   |    | 7 из 9    | 1 на доске                        |
|             | Одесса                   | Первенство ЦС ДСО «Большевик»                                                                 |    |   |    | 12 из 17  | 3—4                               |
|             | Свердловск               | Командное первенство вузов города                                                             |    |   |    |           |                                   |
| 1950        | Будапешт                 | Турнир претендентов                                                                           |    |   |    | 12 из 18  | 1—2                               |
|             | Москва                   | Дополнительный матч претендентов с Д. И. Бронштейном                                          | 2  | 3 | 9  | 6½ : 7½   |                                   |
|             | Москва                   | 18-й чемпионат СССР                                                                           | 5  | 4 | 8  | 9 из 17   | 7—10                              |
| 1951        | Свердловск               | Полуфинал 19-го чемпионата СССР                                                               |    |   |    | 12½ из 19 | 3—4                               |
|             | Тбилиси                  | Командное первенство СССР (1-я доска)                                                         |    |   |    | 3½ из 5   | 1—2 на доске                      |
|             |                          | Командное первенство Белорусской ССР                                                          |    |   |    |           |                                   |
| 1952        | Минск                    | Чемпионат Белорусской ССР                                                                     |    |   |    | 10 из 13  | 1—2                               |
|             | Вороново                 | Тренировочный турнир советских шахматистов                                                    |    |   |    | 4 из 7    |                                   |
|             | Хельсинки                | X Олимпиада (сборная СССР, 1-й запасной)                                                      | 6  | 0 | 2  | 7 из 8    | команда — чемпион                 |
|             | Москва                   | 20-й чемпионат СССР                                                                           | 8  | 4 | 7  | 11½ из 19 | 4—5                               |
| 1953        | Минск                    | Первенство Минска                                                                             |    |   |    |           |                                   |
|             | Бухарест                 | Международный турнир                                                                          | 6  | 1 | 12 | 12 из 19  | 4—6                               |
|             | Гагра                    | Тренировочный турнир советских гроссмейстеров                                                 | 3  | 1 | 5  | 5½ из 9   | 3                                 |
|             | Цюрих                    | Турнир претендентов                                                                           |    |   |    | 13½ из 28 | 10—11                             |
|             | Минск                    | Первенство Белсовпрофа                                                                        |    |   |    |           |                                   |
| 1954        | Буэнос-Айрес             | Матч Аргентина — СССР (против К. Гимара)                                                      | 1  | 1 | 2  | 2 из 4    |                                   |
|             | Монтевидео               | Матч Уругвай — СССР (против Масоэро и Х. Корраля)                                             | 2  | 0 | 0  | 2 из 2    |                                   |
|             | Париж                    | Матч Франция — СССР (против Ж. Планте)                                                        | 1  | 0 | 1  | 1½ из 2   |                                   |
|             | Лондон                   | Матч Великобритания — СССР (против У. Фэйрхерста)                                             | 1  | 0 | 1  | 1½ из 2   |                                   |
|             | Стокгольм                | Матч Швеция — СССР (против У. Стернера)                                                       | 2  | 0 | 0  | 2 из 2    |                                   |
|             | Горький                  | Полуфинал 22-го чемпионата СССР                                                               | 6  | 2 | 12 | 12 из 20  | 6—7                               |
| 1955        | Минск                    | Чемпионат Белорусской ССР                                                                     |    |   |    |           |                                   |
|             | Варшава — Краков         | Матч Польша — Белорусская ССР (1-я доска, против Б. Сливы)                                    | 2  | 0 | 2  | 3 из 4    |                                   |
|             | Лодзь                    | Матч Польша — СССР (полуфинал командного первенства Европы, 4-я доска, против А. Тарновского) | 2  | 0 | 0  | 2 из 2    |                                   |
|             | Рига                     | Полуфинал 23-го чемпионата СССР                                                               |    |   |    | 10½ из 18 | 6—8                               |
|             | Ворошиловград            | Командное первенство СССР (1-я доска)                                                         |    |   |    | 4 из 9    | 7 на доске                        |
| 1956        | Ленинград                | 23-й чемпионат СССР                                                                           | 5  | 4 | 8  | 9 из 17   | 8                                 |
|             | Москва                   | Финал всесоюзного массового турнира                                                           |    |   |    | 8 из 11   | 2—5                               |
|             | Белград                  | Матч Югославия — СССР (схевенингенская система)                                               | 1  | 0 | 7  | 4½ из 8   |                                   |
|             | Харьков                  | Полуфинал 24-го чемпионата СССР                                                               | 5  | 0 | 13 | 11½ из 18 | 1—3                               |
| 1957        | Минск                    | Матч Белорусская ССР — Польша (1-я доска, против Б. Сливы)                                    | 1  | 0 | 1  | 1½ из 2   |                                   |
|             | Москва                   | 24-й чемпионат СССР                                                                           | 4  | 2 | 15 | 11½ из 21 | 9                                 |
|             | Минск                    | Чемпионат Белорусской ССР                                                                     |    |   |    | 12½ из 15 | 2                                 |
|             | Минск                    | Зональный турнир 25-го чемпионата СССР                                                        | 8  | 0 | 11 | 13½ из 19 | 2—3                               |
|             | Минск                    | Тренировочный турнир                                                                          |    |   |    | 6 из 10   | 5                                 |
|             | Ленинград                | Матч СССР — Югославия (схевенингенская система)                                               | 3  | 0 | 2  | 4 из 5    |                                   |
|             | Вена                     | Командное первенство Европы (10-я доска)                                                      | 1  | 0 | 4  | 3 из 5    | 2 на доске, команда — чемпион     |
|             | Минск                    | Матч Белорусская ССР — Венгрия (1-я доска, против Г. Барцы)                                   | 1  | 1 | 0  | 1 из 2    |                                   |
|             | Киев                     | Полуфинал 25-го чемпионата СССР                                                               | 5  | 1 | 13 | 11½ из 19 | 3—5                               |
| 1958        | Рига                     | 25-й чемпионат СССР                                                                           | 3  | 2 | 13 | 9½ из 18  | 9—11                              |
|             | Загреб                   | Матч Югославия — СССР (5-я доска, против П. Трифуновича)                                      | 0  | 0 | 4  | 2 из 4    |                                   |
|             | Киев                     | Первенство Киева                                                                              | 3  | 1 | 9  | 7½ из 13  | 5                                 |
| 1959        | Минск                    | Чемпионат Белорусской ССР                                                                     |    |   |    | 12 из 15  | 2                                 |
|             | Москва                   | Матч Москва — Белорусская ССР (1-я доска, против В. В. Смыслова)                              | 1  | 0 | 1  | 1½ из 2   |                                   |
|             | Москва                   | II Спартакиада народов СССР (сборная Белорусской ССР, 1-я доска)                              |    |   |    | 6 из 9    |                                   |
| 1960        | Витебск                  | Чемпионат Белорусской ССР                                                                     |    |   |    | 13 из 16  | 2                                 |
|             | Гамбург                  | Матч ФРГ — СССР (схевенингенская система)                                                     | 4  | 0 | 3  | 5½ из 7   |                                   |
|             | Ростов-на-Дону           | Полуфинал 28-го чемпионата СССР                                                               |    |   |    | 11½ из 17 | 2—3                               |
|             | Ленинград                | Командное первенство СССР (2-я доска)                                                         |    |   |    | 3 из 5    |                                   |
| 1961        | Москва                   | 28-й чемпионат СССР                                                                           | 2  | 3 | 14 | 9 из 19   | 12—13                             |
|             | Минск                    | Чемпионат Белорусской ССР                                                                     |    |   |    | 12 из 16  | 2                                 |
|             | Дебрецен                 | Мемориал Л. Асталоша                                                                          | 6  | 0 | 7  | 9½ из 13  | 1—2                               |
|             | Москва                   | Командное первенство СССР                                                                     |    |   |    | 3½ из 5   |                                   |
| 1962        | Ленинград                | Командное первенство СССР                                                                     |    |   |    | 4½ из 8   |                                   |
|             | Гаага                    | Матч Нидерланды — СССР (против К. ван ден Берга)                                              | 1  | 0 | 1  | 1½ из 2   |                                   |
| 1963        | Харьков                  | Спартакиада студентов (1-я доска)                                                             |    |   |    | 5½ из 7   |                                   |
|             | Москва                   | III Спартакиада народов СССР (сборная Белорусской ССР, 1-я доска)                             |    |   |    | 5½ из 9   |                                   |
|             | Минск                    | Первенство ЦС ДСО «Буревестник»                                                               |    |   |    |           |                                   |
| 1963 / 64   | Стокгольм                | Международный турнир                                                                          | 6  | 0 | 2  | 7 из 8    | 2                                 |
| 1964        | Минск                    | Чемпионат Белорусской ССР                                                                     |    |   |    | 11½ из 14 | 1                                 |
|             | Москва                   | Первенство ВЦСПС                                                                              | 4  | 1 | 10 | 9 из 15   | 3—4                               |
|             | Москва                   | Командное первенство СССР (4-я доска)                                                         |    |   |    | 4½ из 6   |                                   |
|             | Минск                    | Матч Белорусская ССР — ГДР (1-я доска, против В. Ульмана)                                     | 0  | 1 | 1  | 0½ из 2   |                                   |
| 1965        | Берлин                   | Матч ГДР — Белорусская ССР (2-я доска)                                                        |    |   |    | 3 из 4    |                                   |
|             | Москва                   | Спартакиада ВЦСПС                                                                             |    |   |    | 4 из 7    |                                   |
|             | Самарканд                | Чемпионат Узбекской ССР                                                                       | 13 | 0 | 2  | 14 из 15  | 1                                 |
|             | Гамбург                  | Командное первенство Европы (10-я доска)                                                      | 4  | 0 | 2  | 5 из 6    | 1 на доске, команда — чемпион     |
| 1966        | Минск                    | Командное первенство вузов (1-я доска)                                                        |    |   |    | 9 из 12   | 1 на доске                        |
|             | Москва                   | Тренировочный турнир советских гроссмейстеров                                                 | 4  | 3 | 3  | 5½ из 10  | 2                                 |
|             | Москва                   | Командное первенство СССР                                                                     |    |   |    |           |                                   |
| 1967        | Берлин                   | Матч ГДР — Белорусская ССР                                                                    |    |   |    | 1½ из 4   |                                   |
|             | Москва                   | IV Спартакиада народов СССР (сборная Белорусской ССР, 2-я доска)                              |    |   |    | 5½ из 9   |                                   |
| 1968        | Минск                    | Матч Белорусская ССР — ГДР                                                                    |    |   |    | 2 из 4    |                                   |
|             | Рига                     | Командное первенство СССР (3-я доска)                                                         | 6  | 0 | 4  | 8 из 10   | 1 на доске                        |
|             | Гомель                   | Чемпионат Белорусской ССР                                                                     |    |   |    | 8 из 12   | 4                                 |
| 1969        | Минск                    | Чемпионат Белорусской ССР                                                                     |    |   |    |           |                                   |
|             | Шведт                    | Матч ГДР — Белорусская ССР                                                                    | 1  | 1 | 2  | 2 из 4    |                                   |
|             | Грозный                  | Командное первенство СССР                                                                     | 0  | 1 | 3  | 1½ из 4   |                                   |
| 1970 / 1971 | Минск                    | Мемориал А. П. Сокольского                                                                    | 4  | 3 | 7  | 7½ из 14  | 5—6                               |

## Награды
- Орден «Знак Почёта» (27.04.1957) — «за успехи, достигнутые в деле развития массового физкультурного движения в стране, повышения мастерства советских спортсменов, и успешное выступление на международных соревнованиях»

## Книги
- Избранные партии. — М.: Физкультура и спорт, 1957. — 254 с.
- Руководство по шахматам : (Занятия по теории, методике и практике шахмат для подготовки шахматистов первого разряда). — Москва; Тула, 1965. 86 с. В соавторстве с В. А. Алаторцевым и Я. Г. Рохлиным.
- Петросян — Спасский, 1969. — М.: Физкультура и спорт, 1970. — 184 с., [16] л. ил. В соавторстве с И. З. Бондаревским.